# 心肺停止
心肺停止（CPA；日语：／ Shinpai teishi），又称心肺骤停，是一项重大创伤，指心跳和呼吸消失的情况。在日本媒体的报道中，“心肺停止”不能作为判定死亡的依据。

## 概述
心肺停止有心脏先停跳的情况，也有呼吸先停止的情况，这两种情况均可以“心肺停止”称之。在日本，只有医生和牙医有权判定病人是否死亡。因此，即使人确已逝世，判定死亡的标准不是呼吸和心跳，而是经医师或牙医检查瞳孔是否放大。然而，日本以外的大众媒体一般将“心肺停止”视同死亡，因为他们采用的死亡判定标准不同。
血液无法到达大脑，在4到6分钟内造成不可挽回的伤害（参见脑缺氧）。为尽可能降低损害，施救者必须按时使用自动体外心脏除颤器或进行人工呼吸等复苏措施（即“心肺复苏”）。为避免脑死，上述救援措施必须及时进行。

## 心肺停止与三症候论
在西方世界，三症状理论作为死亡诊断标准广泛流行前，心肺停止（呼吸骤停和心搏停止，不包括瞳孔散大）为判断人是否死亡的标准 。三征论是基于呼吸停止（不可逆）、心搏停止（不可逆）和散大瞳孔三项症候订立的死亡标准。瞳孔扩大或瞳孔光感反射消失与脑干功能消失有部分重复，20世纪上半叶，以此为基础的三征论成为主流的死亡判定标准。
在日本媒体中，在自然灾害或事故中身亡且未被医生或牙医确认的死者的状况以“心肺停止”称之。
在医学界，即使已经死亡，如未经医生确认确有脉搏骤停和瞳孔放大的情况，否则不会被视同死亡。无医生/牙医资格者（如救援人员、警察、海事安全人员、记者等）只能确定死者已经心搏停止/呼吸骤停。但如果救护车到达时，确定尸体出现尸僵、尸班或低体温等情况，经救护车人员确定后亦可判定为死亡 。
在事故或灾难现场，尚未寻获且医生和牙医无法及时确认已经死亡的尸体，或正在送往医院的尸体，亦适用“心肺停止”。
在日本以外的媒体中，即使日本媒体使用“心肺停止”字眼，外媒转载时也可能使用“死亡”“尸体”等字眼 。